# لووتشیتشکی
لووتشیتشکی (به چکی: Lovčičky) یک منطقهٔ مسکونی در جمهوری چک است که در ناحیه ویشکوو واقع شده‌است. لووتشیتشکی ۴٫۰۴ کیلومتر مربع مساحت و ۵۷۴ نفر جمعیت دارد و ۲۶۰ متر بالاتر از سطح دریا واقع شده‌است.